# بازسازی تصادف رانندگی

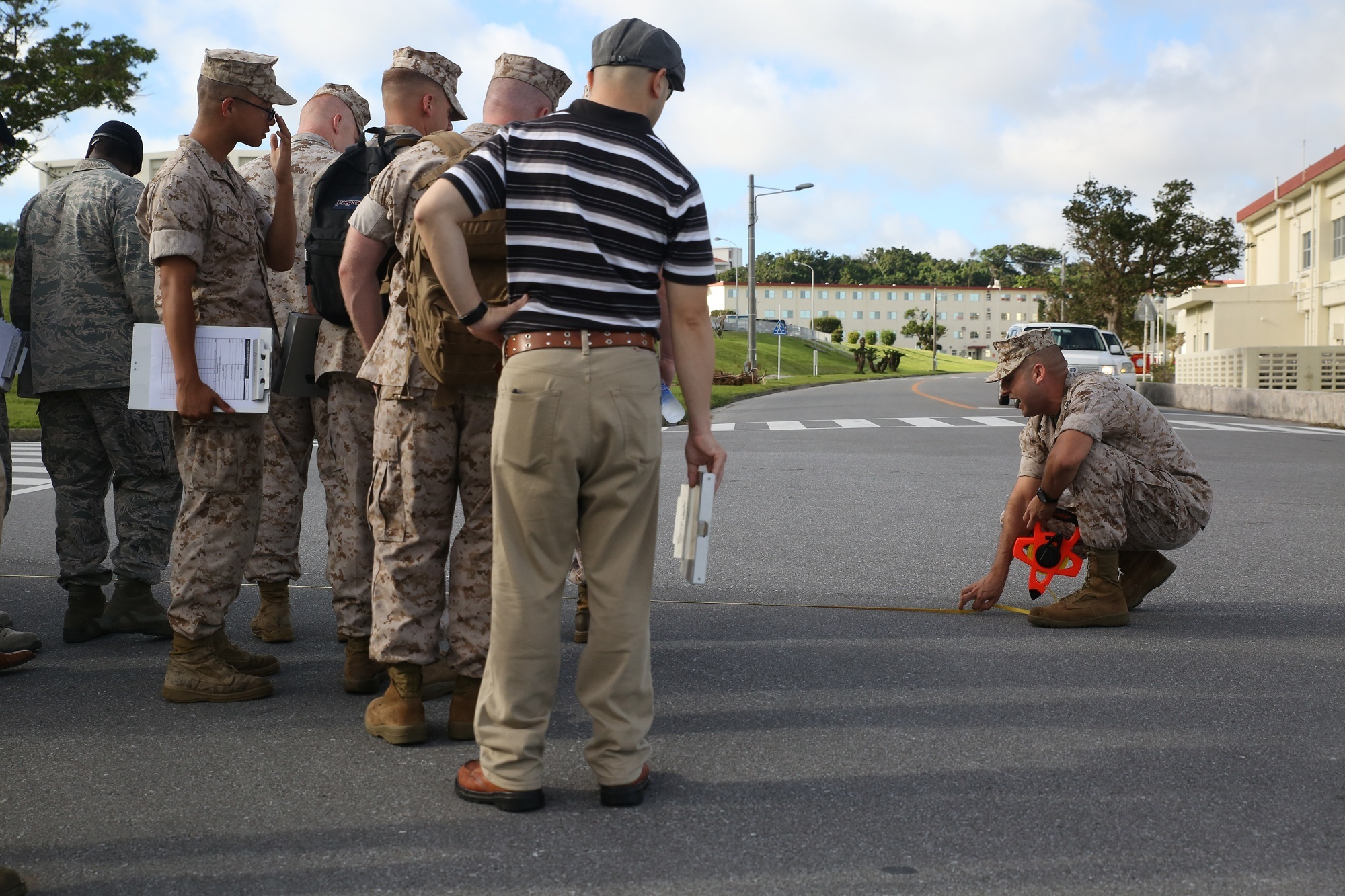
تمرین آموزشی بازسازی تصادف در کنار جاده

بازسازی تصادف رانندگی (انگلیسی: Traffic collision reconstruction) فرآیند بررسی، تجزیه و تحلیل و نتیجه‌گیری در مورد علل تصادف خودرو است. کارشناسان بازسازی، تجزیه و تحلیل برخورد و بازسازی را برای شناسایی علت برخورد و عوامل مؤثر از جمله نقش راننده(ها)، وسیله نقلیه(ها)، جاده و شرایط محیط انجام می‌دهند. اصول فیزیک و مهندسی، اساس این تحلیل‌ها هستند و ممکن است از نرم‌افزارها برای محاسبات و شبیه‌سازی استفاده شود. شهادت یک شاهد متخصص بازسازی تصادف، گاهی به‌عنوان مبنای جلسات دادرسی قرار می‌گیرد. بازسازی تصادف در مواردی انجام می‌شود که منجر به مرگ و میر یا آسیب شخصی شود. نتایج حاصل از بازسازی تصادف گاهی برای ایمن‌تر کردن جاده‌ها و بزرگراه‌ها و همچنین بهبود ایمنی طراحی وسایل نقلیه موتوری استفاده قرار می‌گیرد. بازسازی‌ها معمولاً توسط مهندسان پزشکی قانونی، واحدهای تخصصی در سازمان‌های اجرای قانون، یا مشاوران خصوصی انجام می‌شود.